# Torjus Berge
Torjus Berge (1964) è un ex sciatore alpino norvegese.

## Biografia
Specialista delle prove tecniche originario di Oslo, Berge debuttò in campo internazionale in occasione dei Mondiali juniores di Auron 1982 (18º nello slalom gigante); ai Mondiali di Bormio 1985 fu 12º nello slalom speciale e in quella stagione 1984-1985 in Coppa Europa fu 2º nella classifica della medesima specialità . In Coppa del Mondo ottenne due piazzamenti a punti, il 21 dicembre 1985 a Kranjska Gora in slalom speciale (14º) e il 17 gennaio 1988 a Bad Kleinkirchheim in combinata (7º); dall'anno seguente partecipò al circuito professionistico nordamericano (Pro Tour). Non prese parte a rassegne olimpiche.

## Palmarès

### Coppa del Mondo
- Miglior piazzamento in classifica generale: 83º nel 1988

### Campionati norvegesi
- 3 medaglie[senza fonte] (dati parziali fino alla stagione 1983-1984):
  - 1 oro (slalom speciale nel 1986)[4]
  - 1 argento (slalom gigante nel 1984)
  -  1 bronzo (slalom speciale nel 1985)[senza fonte]